# Grypocentrus lucidus
Grypocentrus lucidus är en stekelart som beskrevs av Carl Gustav Alexander Brischke 1888. Grypocentrus lucidus ingår i släktet Grypocentrus och familjen brokparasitsteklar. Inga underarter finns listade i Catalogue of Life.